# Las Flores kommun, Honduras
Las Flores är en kommun i Honduras.   Den ligger i departementet Departamento de Lempira, i den västra delen av landet, 170 km väster om huvudstaden Tegucigalpa. Antalet invånare är 7 335. Arean är 78 kvadratkilometer.
Terrängen i Las Flores är kuperad åt sydväst, men åt nordost är den bergig.